# Noaks ark (film, 1933)
Noaks ark (engelska: Father Noah's Ark) är en amerikansk animerad kortfilm från 1933. Filmen ingår i Silly Symphonies-serien.

## Handling
Gubben Noak tillsammans med sin fru, deras tre söner och deras fruar och en mängd olika djur hjälper till med att bygga en ark. När fartyget sedan är färdigt kliver Noak med familj och alla djur ombord, lagom till att ett stort och regnigt oväder drar in. Sent omsider är ovädret över, solen kommer tillbaka och alla är glada.

## Om filmen
Filmen är baserad på det bibliska stycket Noas ark. 1959 producerade Disney en stop-motion film med samma titel med samma grundhandling.
I filmen spelas flera klassiska musikstycken av bland annat Ludwig van Beethoven.
I filmen förekommer en sol som ler, som har likheter med den sol som förekommer i kortfilmen Spökflygaren med Musse Pigg från 1933 och The Hot Chocolate Soldiers som producerades för långfilmen Vårflugan 1934.
Filmen hade svensk premiär den 10 februari 1934 på biografen Riviera i Stockholm och visades som förfilm till långfilmen Dödstrumman (org.titel: The Emperor Jones) från 1933 med Paul Robeson i huvudrollen.
Den 2 april samma år ingick i ett kortfilmsprogram tillsammans med sex kortfilmer till; Putte hos John Blund, Våga, vinn hästen min, King Kongs överman, Hund och katt, Råttfångaren från Hameln och Hans och Greta.

## Rollista (i urval)
- Allan Watson – Noak
- Dorothy Compton – Noaks söners fruar
- Lucille La Verne – Noaks fru[9]